# Jóia
Jóia là một đô thị thuộc bang Rio Grande do Sul, Brasil. Đô thị này có diện tích 1235,885 km², dân số năm 2007 là 8279 người, mật độ 6,7 người/km².